# Bazylika archikatedralna św. Jana Chrzciciela w San Juan
Bazylika archikatedralna św. Jana Chrzciciela (hiszp. Catedral Basílica Metropolitana de San Juan Bautista, ang. Metropolitan Cathedral Basilica of Saint John the Baptist) – rzymskokatolicka świątynia znajdująca się w San Juan, stolicy Portoryko.

## Historia
Historia kościoła sięga roku 1521, co czyni go drugą co do wieku świątynią chrześcijańską na półkuli zachodniej. Obecny budynek wzniesiono w 1540, wcześniejsza budowla została zniszczona przez huragan. W 1598 kościół został splądrowany przez wojska George’a Clifforda, a w 1615 dach świątyni został zerwany przez kolejny huragan. Obecne rozmiary osiągnęła w 1802 roku. W latach 1849–1852 drewniany strop zastąpiono ceglanym sklepieniem, a w 1905 wzniesiono najwyższą część fasady. 25 stycznia 1978 papież Paweł VI wyniósł katedrę do godności bazyliki mniejszej. W latach 2016–2021 świątynię poddano renowacji.

## Architektura i wyposażenie
Świątynia trójnawowa, o układzie bazylikowym. We wnętrzu znajdują się relikwie św. Piusa (czaszka świętego umieszczona w woskowej rzeźbie) oraz grób konkwistadora Juana Poncego de Leóna.

## Galeria

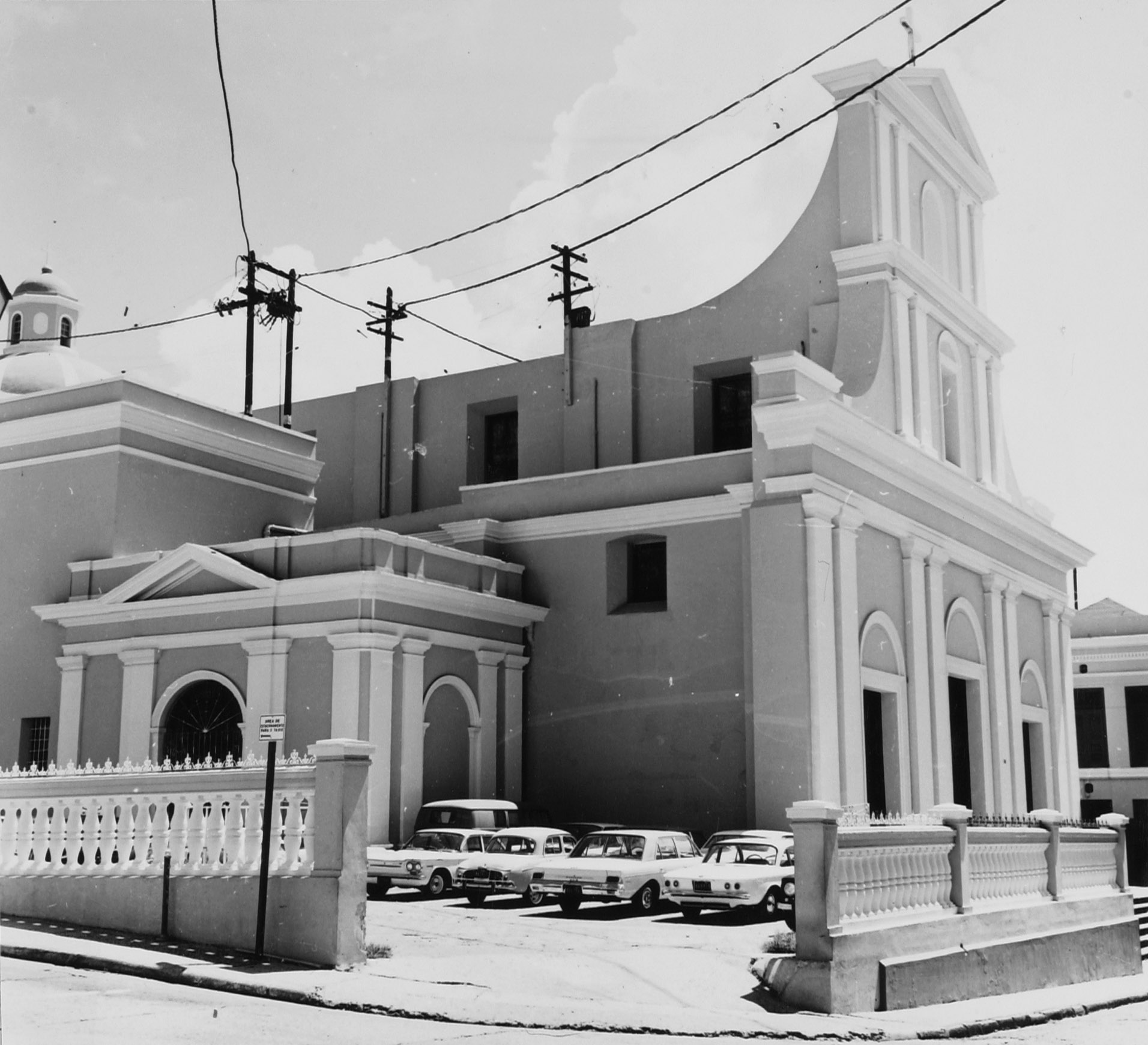
Katedra w 1964
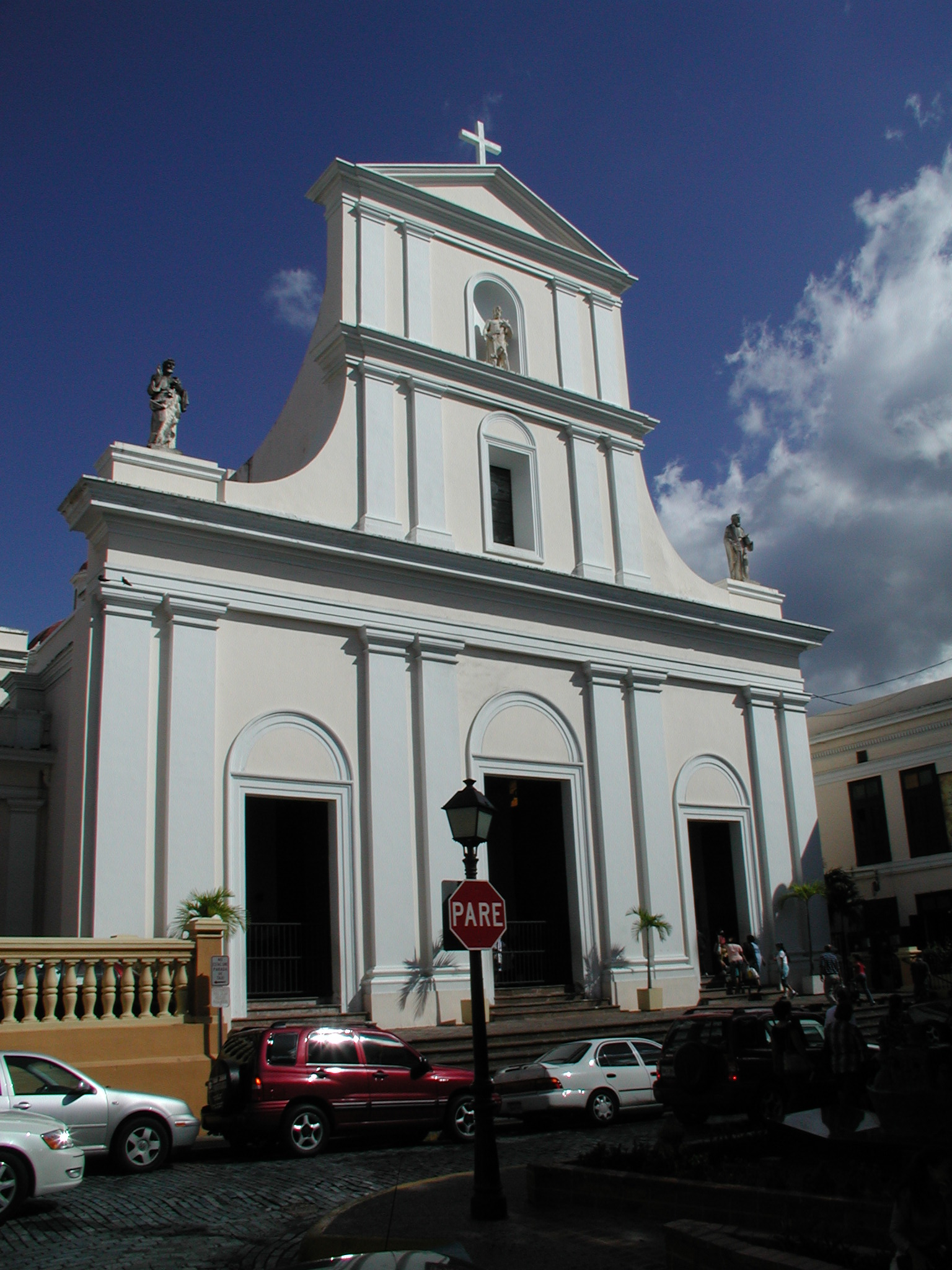
Fasada
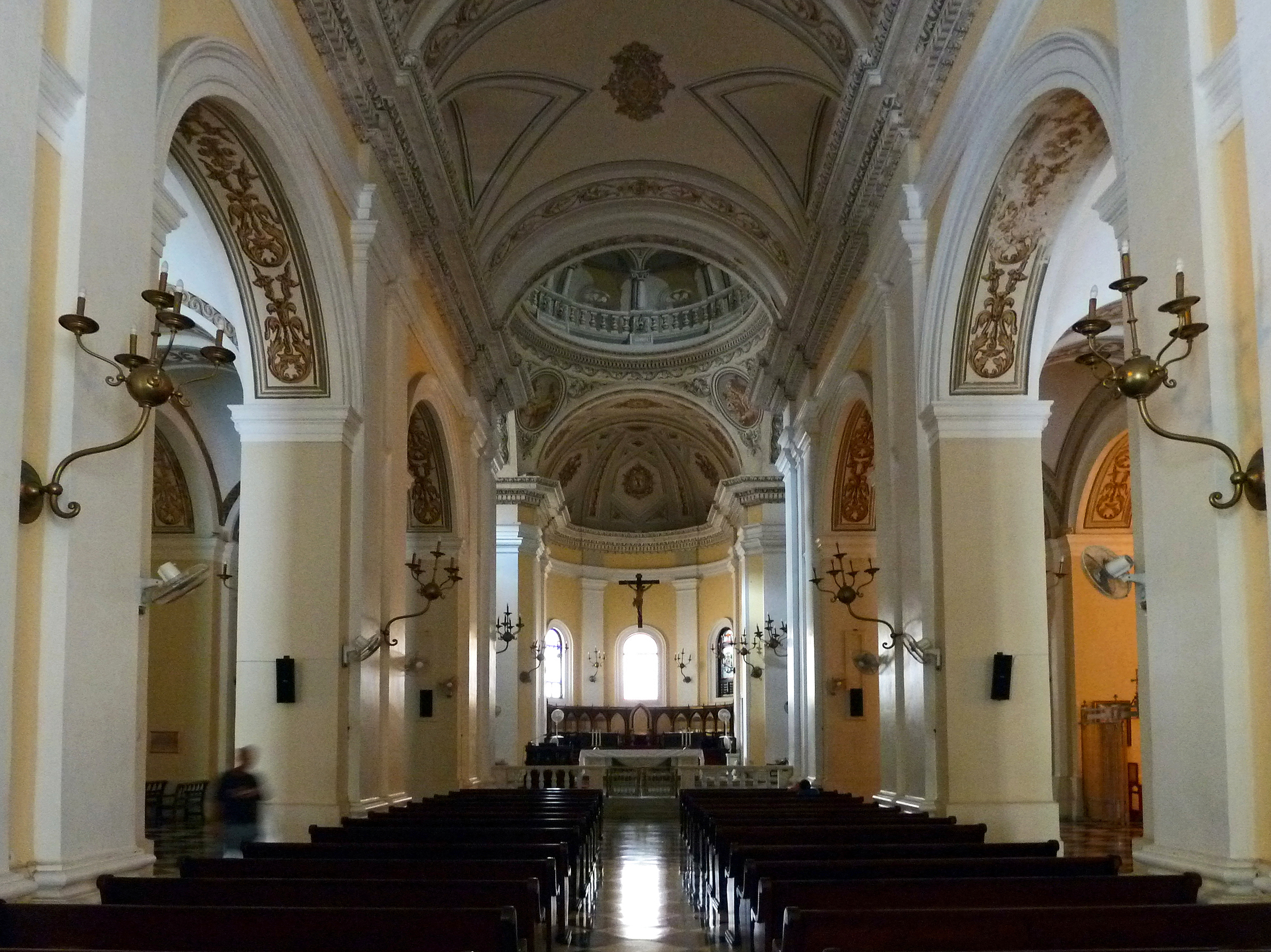
Wnętrze
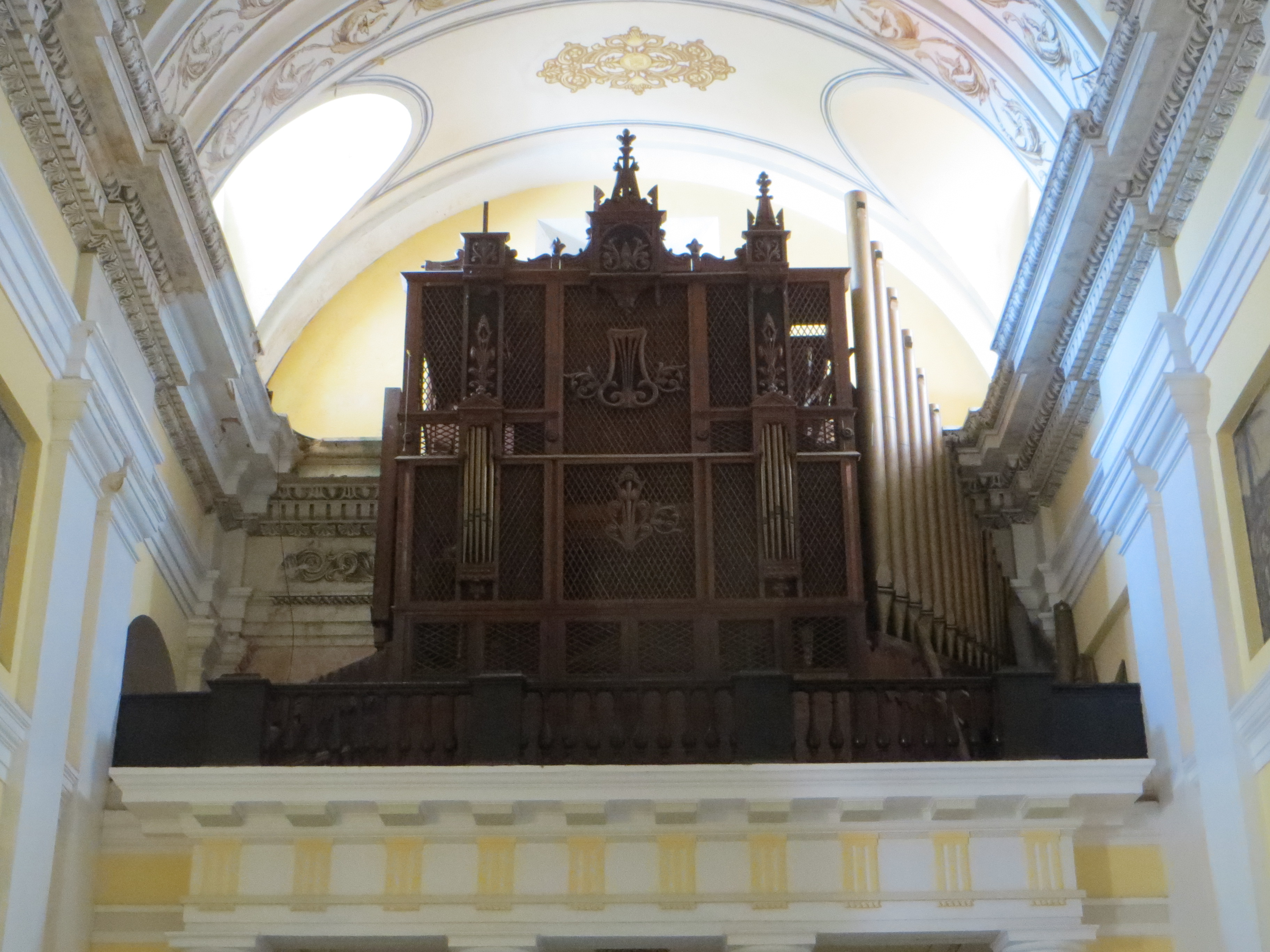
Organy
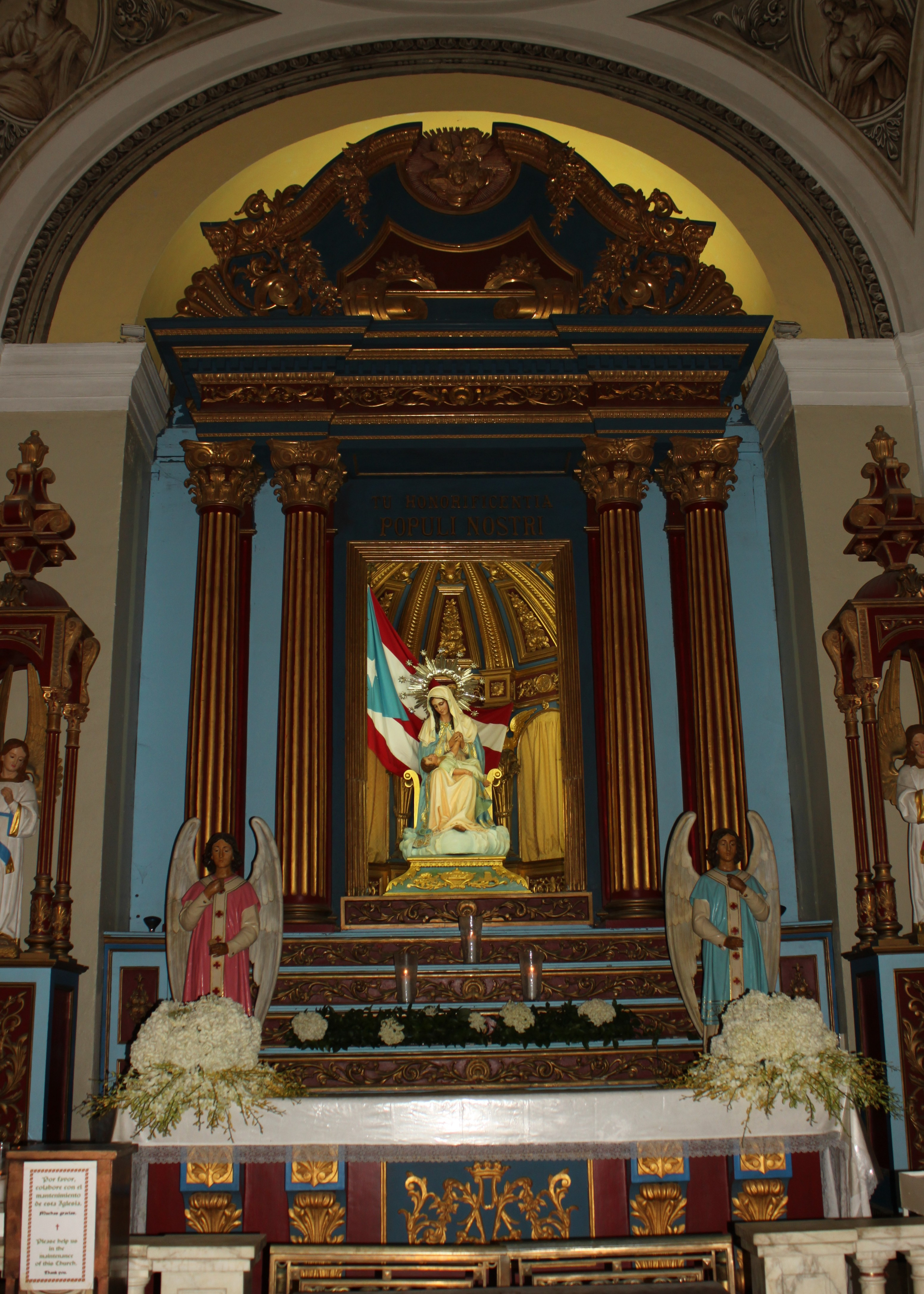
Ołtarz Matki Bożej
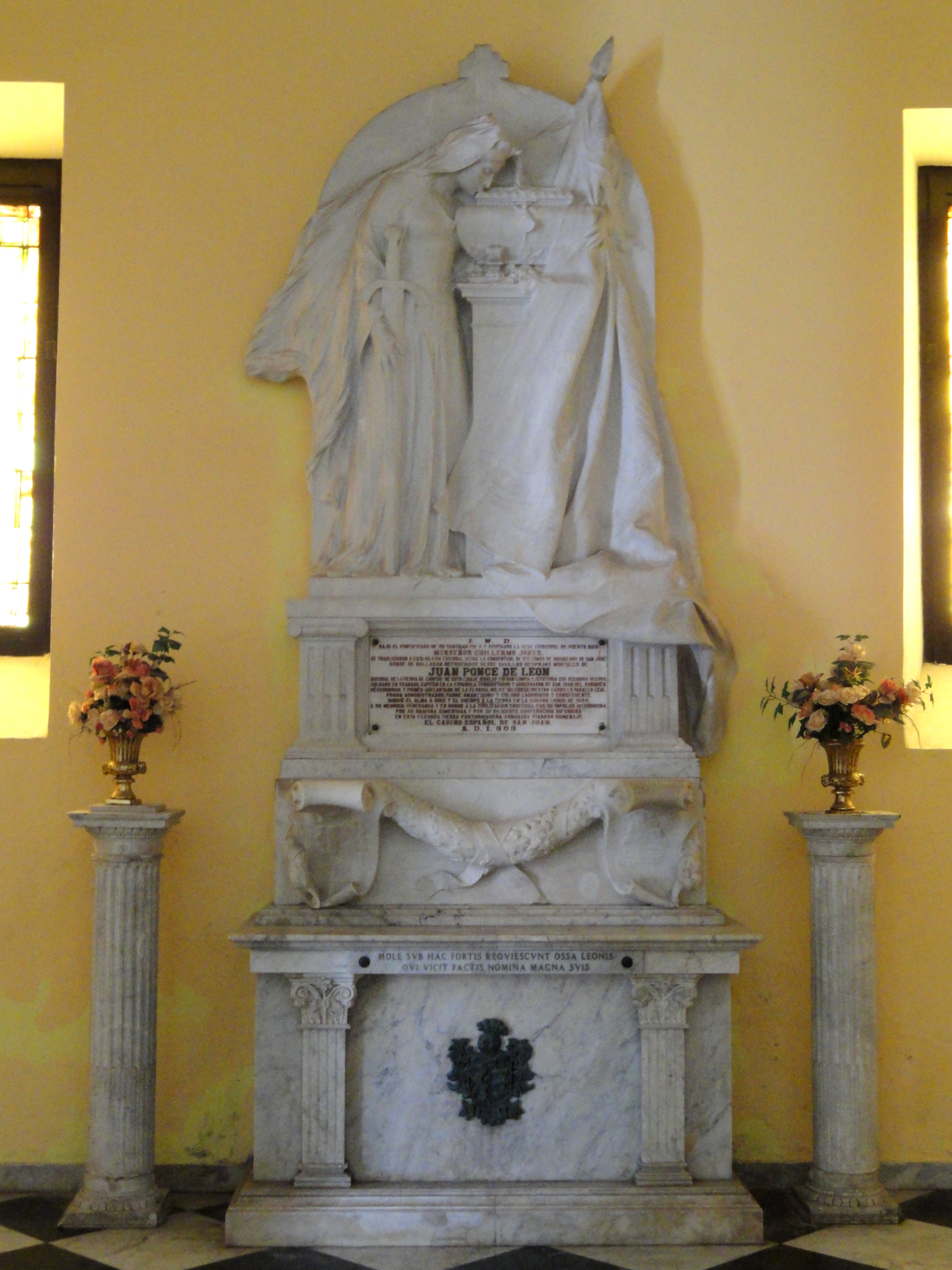
Grób Juana Poncego de Leóna